# Орськнафтооргсинтез
«Орськнафтооргсинтез» — один з найбільших нафтопереробних заводів Росії. Розташований у Орську (Оренбурзька область). Входить до структури АТ «Фортеінвест», одного з ключових підприємств у промисловому блоці групи «Сафмар» підприємця Михайла Гуцерієва.

## Історія
Завод відкрито 24 грудня 1935 року. Потужність переробки нафти становить 6,6 млн тонн на рік. До підприємства входять 4 установки первинної переробки нафти, 2 установки каталітичного риформінгу; установка гідроочищення гасу; установка гідроочищення дизельного пального; виробництво масел; бітумне виробництво.
Набір технологічних процесів дозволяє випускати близько 30-ти видів продукції: автобензини, дизельне пальне, мастила, авіагас, бітум, мазут.
22 грудня 2005 року ВАТ «Орскнафтооргсинтез» увійшло до складу вертикально-інтегрованого нафтового холдингу «РуссНефть».
У липні 2011 року РуссНефть, співвласником якої є Михайло Гуцерієв, повідомила про продаж компанії. Як зазначала газета «Комерсант», з посиланням на неназвані джерела, покупцем виступила група іноземних інвесторів, пов'язаних з казахським ринком, а сума угоди склала не більше $700 млн Однак трохи пізніше це ж видання, посилаючись на джерело, близьке до угоди, як покупець називало структури самого Михайла Гуцерієва.
15 вересня 2011 року власником НПЗ, який володіє 92,2 % акцій «Орскнафтооргсинтеза» стала Кіпрська компанія Sermules Enterprises Limited. З тексту обов'язкової оферти компанії на викуп з ринку 7,8 % паперів, що залишилися кінцевим бенефіціаром цієї кіпрської компанії є громадянин Казахстану Ігор Володимирович Школьник, син колишнього віцепрем'єра країни та ексзаступника керівника адміністрації президента Казахстану Володимира Школьника, який зараз очолює держкомпанію «Казатомпром». Ціна угоди склала близько $280 млн. У рамках програми модернізації виробництва у 2012 р. Орський НПЗ розпочав реалізацію проєкту будівництва комплексу ізомеризації «Ізомалк-2».
У 2015 основним акціонером Орського НПЗ знову стали структури Гуцерієва. «Орскнафтооргсинтез» увійшов до складу активів АТ «Фортеінвест», яке спеціалізується на управлінні нафтопереробними підприємствами. Нові власники почали модернізувати завод. У серпні 2018 року було запущено комплекс гідрокрекінгу. Інвестиції склали 40 млрд руб., вартість модернізації склала $1,3 млрд.
У першому півріччі 2019 року обсяг випуску світлих нафтопродуктів на «Орскнафтооргсинтезі» становив близько 1 684 тисячі тонн, це на 26,7 % більше, ніж за аналогічний період минулого року. За звітний період було перероблено понад 2319 тисяч тонн нафтової сировини. Глибина переробки нафти в цьому періоді перевищила показник 84 %, для порівняння, за підсумками першого півріччя 2018 року ця цифра становила 81 %.
Директором ПАТ «Орскнафтооргсинтез» є Дудников Юрій Володимирович.
7 квітня 2024 року роботу заводу було зупинено після того, як прорвало місцеву дамбу.

## Відомі співробітники
- Василь Іванович Нетесанов (1910—1972) — старший оператор, Герой Соціалістичної Праці
- Віталій Андрійович Сорокін (1921—1985) — працівник заводоуправління, Герой Радянського Союзу
- Олексій Федорович Туркін (1914—1978) — начальник ремонтно-механічного цеху, Герой Соціалістичної Праці